# Chorągiew husarska koronna Stefana Koniecpolskiego
Chorągiew husarska koronna Stefana Koniecpolskiego – chorągiew husarska koronna I połowy XVII wieku, okresu wojen ze Szwedami i Moskwą.
Rotmistrzem tej chorągwi był Stefan Koniecpolski herbu Pobóg, porucznik tej chorągwi Borowski zginął podczas walk ze Szwedami w wojnie ze Szwecją (1626-1629) o Pomorze i Prusy Książęce.
Stan liczebny tej chorągwi pod koniec listopada 1627 wynosił 100 koni.